# Yakitate!! Ja-pan
Yakitate!! Ja-pan - un pain c'est tout (焼きたて！！ジャぱん, Yakitate!! Ja-pan, littéralement « Ja-pain tout frais !! ») est un shōnen manga écrit et dessiné par Takashi Hashiguchi qui a pour thème la boulangerie. Il a été prépublié entre 2002 et 2007 dans le magazine Weekly Shōnen Sunday de l'éditeur Shōgakukan et a été compilé en un total de 26 volumes. La version française est publiée par Delcourt entre novembre 2005 et janvier 2010.
Une adaptation en série télévisée d'animation produite par le studio Sunrise a été diffusée entre octobre 2004 et mars 2006 au Japon sur TV Tokyo. Dans les pays francophones, la série est éditée en DVD par IDP Home Video.

## Synopsis
Kazuma Azuma, le héros, dispose des « mains solaires » : ses mains sont plus chaudes que la moyenne et favorisent la fermentation du pain qu'elles pétrissent. Sa grande quête est de créer un pain typiquement japonais, qui convienne aux Japonais, et qui fasse partie de l'identité du pays, comme le sont le pain français, le pain allemand… Ce pain, c'est le « Ja-pan ».
Il va, avec l'aide de son ami, Kyosuke Kawachi, essayer de faire reconnaitre que le Japon est une friande nation du monde[Quoi ?]. Ken Matsushiro (son patron avec une coupe afro) et Tsukino Azusagawa (la jolie propriétaire d'un magasin de boulangerie) l'accompagneront dans ses aventures.

## Personnages
Kazuma Azuma (東 和馬, Azuma Kazuma)
Jeune homme qui rêve de créer le pain parfait pour les Japonais. Il est un peu nigaud mais particulièrement inventif derrière les fourneaux, cependant il est incapable de cuisiner autre chose que du pain. Il est totalement innocent et très gamin.
Kyôsuke Kawachi (河内 恭介, Kawachi Kyōsuke)
Jeune homme ambitieux qui rêve de devenir boulanger chez Pantasia pour subvenir aux besoins de sa famille et réaliser le rêve de son père, boulanger médiocre recalé de nombreuses fois au concours d'entrée de Pantasia et disparu prématurément dans un incendie. Il deviendra le compagnon principal d'Azuma après l'avoir trahi. Au début servant de rival sérieux pour Azuma, il deviendra le clown de la série à partir de la coupe de Monaco avec ses multiples changements de coiffure et ses « nanyate » répétitifs. Il reste cependant un artisan de premier plan et un concurrent sérieux dès l'instant où il emploie toute sa force, capable de rivaliser avec Suwabara et d'écraser Shachihoko. Contrairement à Azuma, c'est également un cuisinier très compétent. Il dispose également d'un palais très développé.
Tsukino Azusagawa (梓川 月乃, Azusagawa Tsukino)
Deuxième petite-fille (illégitime) du créateur et propriétaire de Pantasia. Elle possède sa propre succursale et va engager Azuma et Kawachi. Elle semble être amoureuse d'Azuma bien que cela ne soit jamais dit clairement.
Ken Matsushiro (松代 健, Matsushiro Ken)
Généralement appelé « Manager » par Azuma, Kawachi et Tsukino. C'est le gérant de la boulangerie de Tsukino. Il sert de mentor (au début seulement) à Azuma et Kawachi. Il est considéré comme le meilleur boulanger en pain français du Japon et contrairement à ses pairs il n'utilise jamais de lait dans ses pains à la suite d'un choc anaphylactique qu'a eu sa sœur en goûtant un de ses pains. Il est dangereux de lui demander pourquoi il porte une coupe de cheveux afro et on se demande à quoi il passe son temps libre, son meilleur ami étant un « expert en techniques d'assassinat ». On apprend vite que Ryô Kuroyanagi était son disciple et plus tard que sa coupe de cheveux afro date de son apprentissage dans une église. À la fin du manga, il deviendra le chef de yakuzas, ceux-ci ayant reconnu son potentiel en tant que tel.
Kai Suwabara (諏訪原 戒, Suwabara Kai)
Opposé à Azuma lors de l'examen des nouveaux employés de Pantasia puis lors de la bataille des nouveaux arrivants, il se fera à chaque fois battre par Azuma. C'est un personnage très influencé par l'art du samouraï. Pour espérer battre son adversaire, il développera un pain basé sur l'idée du Ja-pan d'Azuma qu'il baptisera Lu-pan. Il a un sens de l'honneur hors du commun et une aura combative inégalable. Il a un profond respect pour Azuma même s'il ne le montre que rarement. Lors de la Coupe de Monaco, il tombera vraisemblablement amoureux de Monica Adenauer, son adversaire de l'équipe américaine. Pendant le tournoi Yakitate!! 25, Monica et lui rejoindront l'équipe de Saint Pierre afin qu'il puisse affronter une dernière fois Azuma, en cachant son identité à l'aide d'un costume de ninja.
Mr Yuichi Kirisaki (霧崎 雄一, Kirisaki Yūichi)
Patron des boulangeries Saint Pierre et concurrent direct des boulangeries Pantasia. Il fera tout pour anéantir Pantasia. On peut supposer que c'est lui qui a inspiré sa vocation à Azuma et que c'est le premier à lui avoir parlé du Ja-Pan.
Ryô Kuroyanagi (黒柳亮, Kuroyanagi Ryō)
Manager de la maison mère de Pantasia, ancien apprenti de Matsuhiro. Il est également juge lors des concours internes de par son sens culinaire hors du commun. Il a été diplômé d'Harvard à l'âge de 19 ans. Il est également connu pour avoir des réactions aux différents pains très extravagantes, et pour l'emploi à tort et à travers (voire plus) du terme « déchet » à destination des artisans de moindre niveau. Il semblerait que seul Matsushiro soit capable de le faire changer d'avis.
Meister Kirisaki (マイスター 霧崎, Maistā Kirisaki)
De par son titre, c'est le meilleur de tous les boulangers de Pantasia. Il est le fils de Mr Kirisaki et d'une Française. Il a rejoint Pantasia dans le but de s'opposer à son père. Il déteste se montrer en public et porte un masque (de titanium, d'ailleurs) en permanence. Il juge les pains à l'aide d'oiseaux cachés dans son masque, le paon étant le symbole des meilleurs pains.
Shigeru Kanmuri (冠 茂, Kanmuri Shigeru)
Sérieux et calme, c'est un grand scientifique. Il fait partie du concours des nouveaux arrivants de Pantasia, et jusqu'au combat contre Kawachi, tous ses adversaires déclarent forfait. Il crée ses pains avec des levures confectionnées grâce à son génie, et possède comme Azuma les mains solaires. À la suite de sa défaite face à Azuma en finale, lors du tournoi annuel de Pantasia, il demandera à travailler à la succursale de Tsukino, à Tokyo sud. Il est diplômé d'Harvard comme Kuroyanagi mais est en réalité le fils d'un chef Yakuza, ce qui posera des problèmes lors du tournoi Yakitate!! 25 puisque son père voyait en lui un successeur.
Tsuyoshi Mokoyama (模糊山剛, Mokoyama Tsuyoshi)
Boulanger en chef de la chaîne Saint Pierre. C'est un boulanger de classe mondiale et est un ami de Matsuhiro. Ce dernier le reconnaissant comme lui étant supérieur. Il a cependant pris la grosse tête à la suite de ses succès répétés. Il se cachera derrière un masque de koala et se fera surnommer du même nom pour participer au tournoi annuel de Pantasia.
Rômen Ryû (劉 老麺, Ryū Rōmen)
Expert en techniques ancestrales d'assassinat et en création de nouilles, c'est le meilleur ami de Matsushiro. Ce dernier amènera Azuma et Kawachi auprès de lui afin qu'il leur apprenne une recette de nouilles pour le tournoi annuel de Pantasia auquel les deux héros participent. On apprend à cette occasion que Matsushiro et lui avaient éliminé un clan de yakuza à Juku trois ans auparavant. C'est aussi lui qui ôte le masque de Mokoyama lors du tournoi annuel de Pantasia.
Yukino Azusagawa (梓川雪乃, Azusagawa Yukino)
La sœur ainée de Tsukino. Elle est d'une cruauté sans limite. Sa grande ambition est de prendre le contrôle du groupe de son grand-père et par là-même d'humilier Tsukino (celle-ci étant une fille illégitime). Personne, à part le grand-père Azusagawa n'ignore son véritable caractère bien qu'elle fasse tout pour le masquer.
Mizuno Azusagawa (梓川 水乃, Azusagawa Mizuno)
Excentrique 3e petite-fille du patron de Pantasia. Elle déteste Tsukino qu'elle appelait « Mademoiselle Tsukino » avant l'influence de Yukino. Elle et Mokoyama développeront une profonde affection à l'image d'une relation père fille.
Sophie Kirisaki (ソフィ・バルザック・霧崎, Sofi Baruzakku Kirisaki)
La jeune sœur de Meister Kirisaki. Elle est patronne d'une petite boulangerie à Paris. Elle enseigne l'art du pain français aux vainqueurs du tournoi des nouveaux employés et les prépare à la coupe de Monaco (les Japonais trouvent le pain français trop sec, ils y ajoutent donc du lait. Or, lors de cette compétition, le jury est occidental.)
Spencer Henry Hokô (スペンサー・ヘンリー・ホコー)
Surnommé « Shachihoko ». Excentrique italo-américain, fan de baseball, auto-surnommé « citoyen no 1 de la préfecture de Nagoya » (qui n'existe pas) mais très sérieux derrière les fourneaux. Fantastique boulanger et doté d'une fabuleuse recette de pain au yakisoba. Il a énormément de respect pour Azuma et l'aide d'ailleurs à plusieurs reprises, le considérant comme son rival légitime. Excellent boulanger mais loin du niveau des héros, il sera battu à plates coutures par Kawachi lors de la coupe de Monaco.
Kageto Kinoshita (木下 陰人, Kinoshita Kageto)
Boulanger dans la boutique de Tokyo Sud et généralement, le seul en magasin. Il a été charmé par Tsukino et est très amoureux d'elle. Les autres oublient souvent son nom et l'appellent « Tête de champi » à cause de sa coiffure (ronde et bombée). C'est le fils d'une famille d'artistes du cirque, et il a la capacité de se dédoubler. Il est également capable de copier à 90 % n'importe quel pain bien qu'il n'ait aucun talent pour en créer lui-même.
Pierrot Bolnez (ピエロ・ボルネーゼ, Piero Borunēze)
Clown de niveau mondial et animateur/jury de la coupe de Monaco. Il a lui aussi la capacité de se dédoubler et peut détecter et différencier n'importe quelle odeur. Il apprécie beaucoup les candidats japonais mais reste impartial dans ses jugements. C'est le pendant de Kuroyonagi (ils ont le même âge) en nettement moins strict. Il est devenu clown en espérant qu'à force de voyager à travers le monde il retrouverait ses parents.
Les frères Kaizer
Patrons de la plus grande boulangerie parisienne et tenants de la coupe de Monaco. Ils considèrent les Japonais comme leurs principaux rivaux. Ils sont fourbes, suffisants et tricheurs (tout porte à croire qu'ils connaissent le type des épreuves à l'avance). On peut toutefois accorder à l'aîné des frères un grand talent et le fait d'être très beau joueur.
Monika Adenauer (モニカ・アデナウアー, Monika Adenaua)
Membre de l'équipe américaine à la coupe de Monaco. Très jolie jeune femme et championne du monde de pâtisserie. Elle participe à la coupe de Monaco car Mr Kirisaki lui a promis la direction de la branche pâtisserie de Saint Pierre en cas de victoire, ce qui lui permettrait de réaliser son rêve et celui de feu son père : bâtir un château en gâteau. Elle tombe amoureuse (et réciproquement) de Suwabara, qui est le premier à aimer ses mains (démolies par l'emploi de sirop porté à haute température). Elle parle d'elle à la 3e personne quand elle est énervée et il vaut mieux éviter de toucher à ses friandises sous peine de représailles… Après avoir battu Kai Suwabara en finale de la coupe de Monaco, elle rejoindra Saint Pierre en sa compagnie, afin de se battre contre Azuma.
Shadow White (シャドウ・ホワイト, Shadō Howaito)
Sans doute le meilleur mime du monde. Il est obligé de retourner ses pupilles à l'intérieur de ses orbites pour s'empêcher d'imiter quelqu'un. Membre de l'équipe américaine, il est l'adversaire d'Azuma pour la finale du tournoi de Monaco. Ses facultés de mime lui permettent en effet de copier à 98 % les mouvements du plus grand artisan boulanger du monde : Kirisaki, le patron de Saint Pierre.
Léonard XIV (レオンハルト14世, Reonharuto Jūyonsei)
14e Roi de Monaco et superviseur de la coupe de Monaco après le décès du directeur de l'épreuve. Il est loyal et honnête mais est un ami proche de Kirisaki. Son fils a été enlevé quand il était bébé et n'a eu de cesse de le rechercher. Ce fils étant en fait Pierrot, il perd la vie en lui donnant son sang. Il revient cependant à la vie sous l'impulsion du Japan 61 d'Azuma capable de changer le cours de l'histoire.
Marco
Cousin de Shachihoko et pizzaiolo incroyablement doué surnommé le « fils de dieu » (d'après S.H. Hoko, dès qu'il s'agit de pizza, il est dieu lui-même). Concurrent pour Saint Pierre lors de Yakitate!! 25. Il perdra et demandera à devenir le disciple d'Azuma.
Giovanni Van Der Hesselink
Pâtissier néerlandais décuple champion du monde (Monika Adenauer n'a remporté un titre que parce qu'il était malade cette année-là), adversaire d'Azuma lors de Yakitate!! 25 sur le thème du pancake. Il perd à la fois sur le goût et sur le Si-Fa (simple et facile) : il est en effet tellement focalisé sur l'emploi de techniques de haut vol que personne à part lui ne peut réaliser ses recettes, ce qui rend ses créations difficilement vendables.
Takumi Tsubozuka
Cuisinier d'élite membre du groupe de cuisiniers stars CMAP et adversaire d'Azuma lors de Yakitate 9. Son rêve est de faire découvrir sa cuisine au monde entier et pour cela, il est prêt à tout, y compris endosser une personnalité qu'il méprise au sein de CMAP. Il prend donc la cuisine extrêmement sérieusement et ne supporte pas la désinvolture d'Azuma. Sa défaite lui fait rappeler que la cuisine est avant tout un plaisir. Il quitte CMAP peu après.

## Pains

### Ja-pan de Kazuma
- no 1 : Le tout premier pain d'Azuma, un pain de mie au lait de soja.
- no 2 : Un pain à l'autocuiseur qui a le goût de riz.
- no 3 : Un pain au sésame cuit en 40 minutes au micro-onde.
- no 8 : Un Ja-pan en forme de tortue. Lors du tournoi annuel de Pantasia, Azuma en créera un entièrement vert grâce à une cuisson spéciale et à du sirop d'amidon.
- no 9 : Un Ja-pan taiyaki fait à partir de patates douces et de sève de cocotier.
- no 10 : Un Ja-pan au millet, dur à pétrir et sec. Il inspirera le Ja-pan diet qui suivra la même technique de façonnage.
- no 16 : Un Ja-pan au yaourt inspiré de pains indiens. Il a la forme du mont Fuji et peut être cuit en 1/2 heure.
- no 21 : Le Castella-Ja-pan, un pain fait d'œuf et de farine a la levure d'Hatsuga Genbaku.
- no 22 : Un pain de mie au wasabi qui ne moisit pas.
- no 24 : France-Ja-pan, un pain français fait avec du lait de chèvre.
- no 43 : Un croissant spécial à 324 couches de pâte.
- no 44 : Selon Azuma, c'est le meilleur de tous les Ja-pan. S'il est bien réussi, il envoie le consommateur faire un tour au paradis. Cuit grâce à une plaque de pétalite.
- no 51 : Un pain sportif fait à partir d'anguilles, de haricots noirs, de nori et de poudre de soie.
- no 56 : Fait à partir de charbon de bambou, il a l'apparence d'un bambou.
- no 57 : Un pain kabukiage, pain frit au goût de cracker de riz soufflé. Ce sont les pains invendus du magasin qui ont été recyclés. Vendu gratuitement.
- no 58 : Le melon-sushi-pan, un melon-pan ultime où pain et biscuit sont liés par une couche de crème parfumée au melon.
- no 59 : Le sandwich okonomiyaki, un sandwich panini garni au yakisoba (nouilles sautées).
- no 60 : Un pain gluant à mie ultra moelleuse.
- no 61 : Un pain Cannabis Ja-pan, qui permet à son consommateur de remonter le temps et de changer son histoire selon ses envies.

### Pains de Kawachi
- Le « pain à l'eau de mie », pain de mie qui ne moisit pas lors des présélections du concours des nouveaux employés de Pantasia. Ce pain rendra soul Kinoshita.
- Le Pain qui crie ou qui chante, pain qu'utilise Kawachi dans la finale pour la 3e place, ce pain s'opposera à la baguette dansante de Suwabara.
- Le Huan juan, un pain chinois cuit à la vapeur, qu'utilise Kawachi pour les épreuves d'admission à la maison mère de Pantasia.
- Le pain crabe qui marche lorsqu'on touche sa carapace, utilisé durant le quart de finale.
- Le pain de mie « Victory » : inventé pour la finale de tournoi de Monte-Carlo. Pain de mie à but diététique : emploi d'eau de cuisson de Soba (réputée plus nutritive que les soba elles-mêmes), utilisation d'un moule plus incliné pour faire monter plus le pain et superposition d'une couche de pâte à croissant solidifiant l'ensemble à base de saindoux de cochon noir.

### Pains de Suwabara
- Le croissant aux 648 couches le double de celui de Kazuma qui en fait 324.
- La baguette dansante, longue baguette utilisée pour la finale pour la 3e place, cette baguette a l'aspect d'un serpent.

Les Lu-pain
On n'en connait que 5 dans l'histoire, mais il en invente quelques autres à l'issue de la coupe de Monaco :
- Lu-pain no 3 : Le Lu-pain d'épice, il utilisera ce lu-pain lors de la coupe de Monaco avec 34 ingrédients !!
- Le Lu-pain vermillon qui est une reproduction de ja-pan 8 de Kazuma, sauf que celui-ci est rouge et est fait avec du vin rouge.
- Le Lu-pain torsadé : pain à base de poireau courbé et de jaune d'œuf (match contre Azuma lors de Yakitate !!! 25)
- Le Lu-pain no 1 Pandoro : Pain Pandoro en forme de couronne et employant des fruits confits pour imiter des joyaux (match contre Monika Adenauer, finale de la coupe de Monaco)

## Manga
La série Yakitate!! Ja-pan a été prépubliée entre 2002 et 2007 dans le magazine Weekly Shōnen Sunday, avant d'être compilé en un total de 26 volumes entre mars 2002 et avril 2007 par l'éditeur Shōgakukan.
La version française est publiée en intégralité par Delcourt.

## Distinctions
En 2004, le manga est récompensé par le prix Shōgakukan dans la catégorie Shōnen, à égalité avec Fullmetal Alchemist d'Hiromu Arakawa.

## Anime

### Fiche technique
- Réalisateur : Yasunao Aoki[4]
- Studio d'animation : Sunrise
- Compositeur : Taku Iwasaki
- Nombre d'épisodes : 69
- Durée : 25 minutes par épisode
- Première diffusion au Japon : 10 octobre 2004 - 13 mars 2006
- Licence francophone : IDP Home Video[5],[6]

### Musique
| Début    | Début         | Début   | Fin      | Fin                 | Fin              |
| Épisodes | Titre         | Artiste | Épisodes | Titre               | Artiste          |
| -------- | ------------- | ------- | -------- | ------------------- | ---------------- |
| 1 - 29   | Houki Gumo    | Rythem  | 1 - 12   | Sunday              | The Babystars    |
| 1 - 29   | Houki Gumo    | Rythem  | 13 - 29  | To All Tha Dreamers | Soul'd Out       |
| 30 - 53  | Promise       | TiA     | 30 - 42  | Hummingbird         | Little by Little |
| 30 - 53  | Promise       | TiA     | 43 - 53  | RE:START            | Surface          |
| 54 - 68  | Chiisa na Uta | Maria   | 54 - 62  | Merry Go Round      | Mai Hoshimura    |
| 54 - 68  | Chiisa na Uta | Maria   | 63 - 68  | Kokoro no Biidama   | Rythem           |

## Jeu vidéo
Yakitate!! Ja-pan a été adapté en jeu vidéo en 2006 sur Nintendo DS.